# Ruijin
Ruijin, tidigare romaniserat Juikin, är ett härad som lyder under Ganzhous stad på prefekturnivå i Jiangxi-provinsen i sydöstra Kina. Den ligger omkring 310 kilometer söder om provinshuvudstaden Nanchang.
Staden är en viktig handelsplats och centrum för hakka-folket i södra Jiangxi.
Staden är mest känd för att ha varit säte för den Kinesiska sovjetrepubliken 1931–1933 och det var härifrån Den långa marschen började. Orten är idag ett omtyckt utflyktsmål för så kallad röd turism.